# Fotolabor

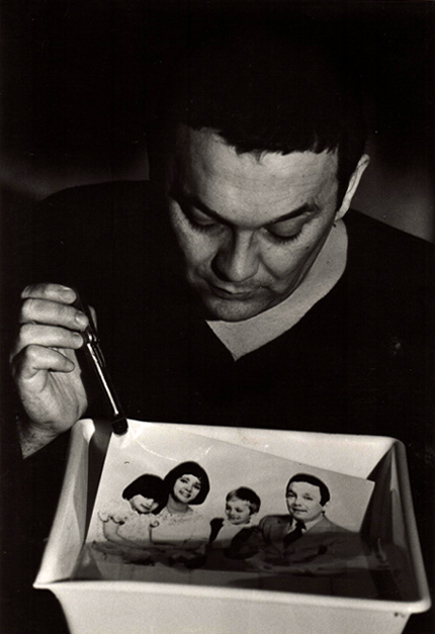
Ein Fotolaborant entnimmt ein fertiges Bild dem Fixierbad.

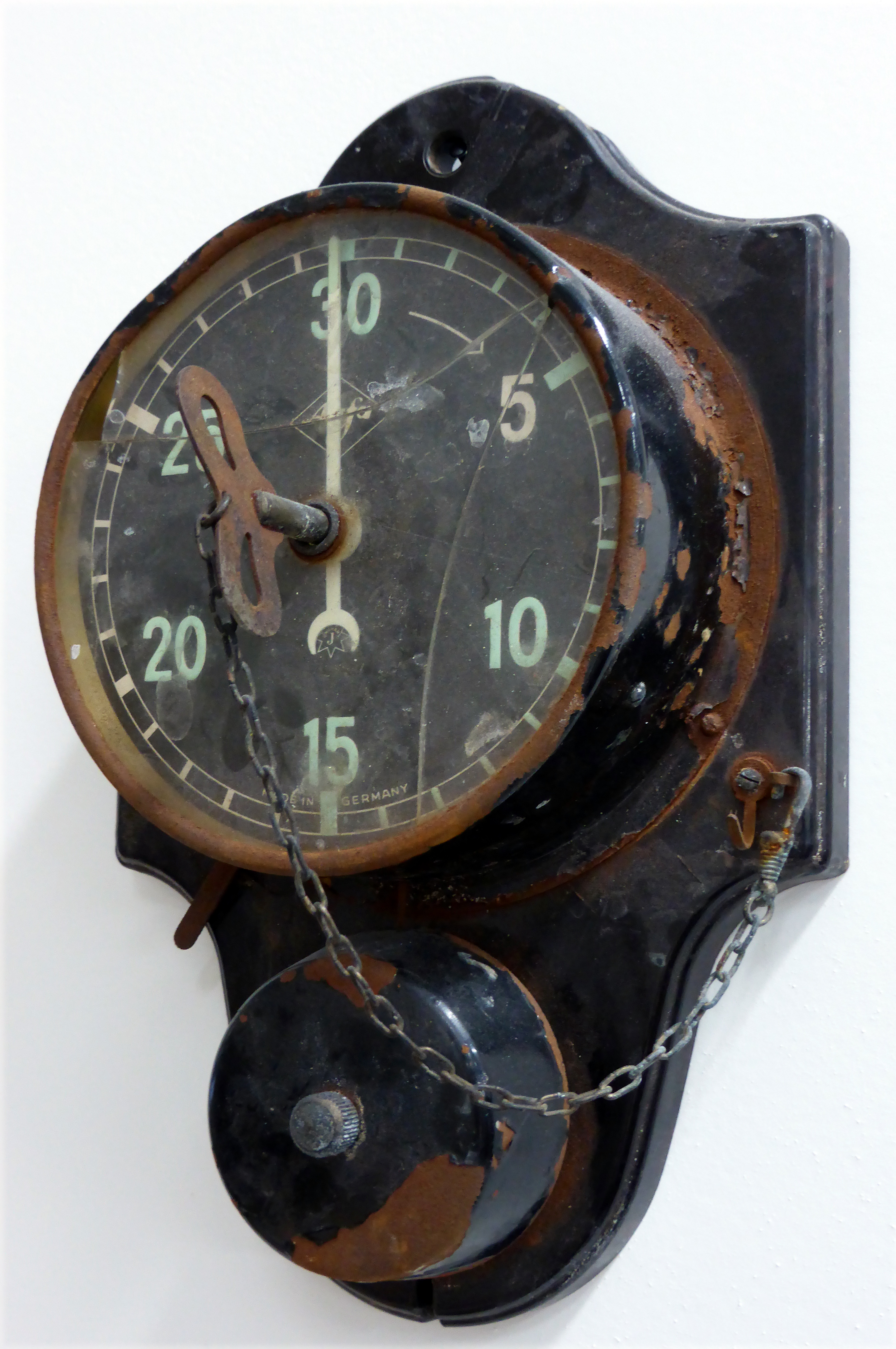
Historischer Agfa Kurzzeitwecker mit Signalglocke zur Zeitmessung

Für kommerzielle Minilabs oder fotografische Großlabore siehe Fotofinishing.
In einem fotografischen Labor können je nach Einrichtung (Hobbylabor, Labor des Fotografen, Schnelllabor, Kopieranstalt oder professionelles Fachlabor) und Ausstattung (amateurmäßig, handwerklich oder industriell) Filme entwickelt und Kontaktkopien und Vergrößerungen bzw. Filmkopien hergestellt werden. Das Labor selbst oder ein Teil bzw. eine Maschine davon ist in der Regel eine lichtdichte Dunkelkammer, weil das äußerst lichtempfindliche Material im Dunkeln oder bei geeigneter Beleuchtung (s. u.) verarbeitet werden muss.

## Tätigkeiten
Das Entwickeln von Filmen und von Papieren, in Farbe und Schwarzweiß, kann manuell (Dose oder Schale) oder in Maschinen erfolgen. Es können Reproduktionen, Duplikate und Mikrofilme sowie spezielle Aufnahmen erstellt werden. Bei der fotografischen Laborarbeit kommen Bildretusche, Bildmontage sowie Bildveredlung hinzu. 
Durch einen chemischen Prozess wird bei der Entwicklung das latente Bild (belichtete lichtempfindliche Emulsion) zu einem sichtbaren Bild verstärkt. Wesentlichen Einfluss auf das Ergebnis haben die Temperatur sowie die Zusammensetzung der Chemikalien und die Dauer der Behandlung.
Belichtet wird Film oder Fotopapier; die Belichtung kann mit der Kamera, mit dem Vergrößerungsgerät, mit einem Ausbelichter digital oder direkt (Fotogramm) erfolgen.

## Umgebung
In einem Fotolabor muss Dunkelheit herrschen, um lichtempfindliches Material wie Filme oder Fotopapier nicht unbrauchbar zu machen. Das wesentlich weniger empfindliche Fotopapier ist nicht für das gesamte Spektrum des sichtbaren Lichtes gleich empfindlich. Deshalb kann eine Laborbeleuchtung mit Licht in Wellenlängen, für die das verwendete Papier unempfindlich ist, benutzt werden.
Jede Papiersorte erfordert ihre eigene Lichtfarbe für die Laborbeleuchtung. Colorpapier ist meist für gelbgrünes Licht unempfindlich, Schwarzweißpapiere für rotes oder bernsteinfarbenes Licht.
Als Leuchtmittel werden Leuchtdioden, Natriumdampflampen oder schwache Glühlampen (meist 15 Watt) mit farbigem Filter eingesetzt.